# Municipalidad de Pocito
La Municipalidad De Pocito (código UCI: EMP) es un equipo ciclista argentino de categoría Continental desde la temporada 2017.

## Material ciclista
El equipo utiliza bicicletas Pinarello y componentes Shimano.

## Clasificaciones UCI
Las clasificaciones del equipo y de su ciclista más destacado son las siguientes:

### UCI America Tour
| Temporada | Clasificación por equipos | Mejor corredor | Posición |
| 2017      | 32.º                      | Josué Moyano   | 122.º    |
| 2018      | 32.º                      | Juan Melivillo | 213.º    |
| 2019      | 27.º                      | Daniel Díaz    | 366.º    |

## Palmarés
Para años anteriores véase: Palmarés de la Municipalidad De Pocito.

### Palmarés 2023

#### Circuitos Continentales UCI
| Fechas | Circuito | Carreras | Ganador |
|        |          |          |         |

## Plantillas
Para años anteriores, véase Plantillas de la Municipalidad De Pocito

### Plantilla 2021
| Integrantes del equipo 2021 | Integrantes del equipo 2021 | Integrantes del equipo 2021 | Integrantes del equipo 2021 |
| Corredor                    | Fecha de nacimiento         | Equipo previo               |                             |
| --------------------------- | --------------------------- | --------------------------- | --------------------------- |
| Milton Jesus Aguilera       | 15 de diciembre de 2002     |                             |                             |
| Gerardo Atencio             | 27 de abril de 1996         |                             |                             |
| Franco Buchanan             | 6 de noviembre de 1992      |                             |                             |
| Mauricio Dominguez Campos   | 22 de diciembre de 2001     |                             |                             |
| Juan Melivillo              | 22 de abril de 1989         | Italomat-Dogo (2017)        |                             |
| Duilio Ramos                | 4 de marzo de 1996          |                             |                             |
| Rubén Ramos                 | 2 de noviembre de 1992      | Tusnad (2019)               |                             |
| José Martín Reyes           | 17 de agosto de 1992        |                             |                             |
| Washington Roberto          | 14 de mayo de 1999          |                             |                             |
| Gerardo Tivani              | 26 de enero de 1991         |                             |                             |
|                             |                             |                             |                             |
| Fuente: ProCyclingStats     |                             |                             |                             |